# Alan Moorehead
Alan Moorehead, född 22 juli 1910 i Melbourne, Victoria, död 29 september 1983 i London, var en australisk journalist och författare av böcker inom genren populärhistoria. 
Moorehead flyttade till England 1937 där han verkade som utrikeskorrespondent vid London Daily Express. Han belönades i Storbritannien med titeln Officer of the British Empire (officer av Brittiska Imperieorden). 

## Böcker
- Mediterranean Front (1941)
- A Year of Battle (1943)
- The End in Africa (1943)
- Eclipse (1946)
- Montgomery: A Biography (1946)
- The Rage of the Vulture (1948) (Uppbrott från Kandahar, översättning Lisbeth Renner, Forum, 1949)
- The Villa Diana (1951)
- The Traitors: The Double Life of Fuchs, Pontecorvo, and Nunn May (1952)
- Rum Jungle (1953)
- A Summer Night (1954)
- Winston Churchill in Trial and Triumph (1955)
- Gallipoli (1956) (Gallipoli, översättning Hans Granqvist, Forum, 1957)
- The Russian Revolution (1958) (Ryska revolutionen, översättning Hans Granqvist, Forum, 1959)
- No Room in The Ark (1959)
- The White Nile (1960) (Den vita Nilen: kampen om Afrikas pulsåder, översättning Hans Granqvist, Forum, 1961)
- Churchill: A Pictorial Biography (1960) (Churchill: en bildbiografi, översättning Birgitta och Björn Dalgren, Natur och kultur, 1962). 2., utökade uppl. 1966
- The Blue Nile (1962) (Den blå Nilen 1963)
- Cooper's Creek (1963)
- The Fatal Impact: An Account of the Invasion of the South Pacific, 1767-1840 (1966) (Ödesdigert möte: Kapten Cooks resor till Tahiti, Australien, Antarktis, översättning Hans Granqvist, Forum, 1967)
- Darwin and the Beagle (1969)
- A Late Education: Episodes in a Life (1970)

## Priser och utmärkelser
- Duff Cooper prize 1956 för Gallipoli